# Starve Acre
Starve Acre es una película británica de drama y terror dirigida por Daniel Kokotajlo, basada en la novela homónima de Andrew Michael Hurley. Estrenada en 2023, la película es una adaptación que explora el duelo, la superstición y la naturaleza a través de una narrativa psicológica.

## Trama
La historia de Starve Acre se centra en una pareja, Richard y Juliette, quienes viven en una casa rural aislada llamada Starve Acre, ubicada en los páramos de Yorkshire. La pareja enfrenta la pérdida de su hijo pequeño, Owen, lo que ha dejado profundas cicatrices emocionales en ambos. Mientras Richard trata de sobrellevar el dolor a través de la investigación arqueológica, Juliette se sumerge en un mundo de espiritualismo en busca de respuestas y consuelo. La película aborda la interacción entre la historia del lugar y el duelo de los protagonistas, mientras se insinúan elementos sobrenaturales relacionados con la tierra y las leyendas que rodean la zona. A lo largo de la trama, la casa y el entorno rural adquieren un carácter ominoso y sombrío, sugiriendo la presencia de fuerzas más allá de la comprensión humana. El conflicto central se desarrolla en torno a la lucha de Richard por mantener la racionalidad frente a la cada vez mayor obsesión de Juliette con lo paranormal. 

## Elenco
- Matt Smith como Richard
- Morfydd Clark como Juliette
- Erin Richards como Harrie
- Robert Emms como Steven
- Sean Gilder como Gordon

## Estética y narrativa
La dirección de Kokotajlo se caracteriza por una estética minimalista y una atención al detalle en la construcción de la atmósfera. Starve Acre ha sido elogiada por su enfoque meditativo sobre el Folk Horror y la psicología del duelo, alejándose de los convencionalismos del género de terror. La película destaca por su capacidad para generar tensión a través de elementos sutiles, como el diseño de sonido y el uso de la luz natural, que crean un sentimiento constante de malestar. La película es notable por su tratamiento lento e inquietante de la narrativa, utilizando el paisaje y el aislamiento como metáforas del sufrimiento emocional.

## Producción
En enero de 2022, se anunció que Matt Smith y Morfydd Clark se habían unido al elenco de la película, con Daniel Kokotajlo dirigiendo a partir de un guion que escribió basado en la novela de Andrew Michael Hurley.

## Realización
La película tuvo su estreno mundial en el BFI London Film Festival el 12 de octubre de 2023.En octubre de 2023, BFI Distribution y Brainstorm Media adquirieron los derechos de distribución de la película para el Reino Unido y los EE. UU., respectivamente. Starve Acre se estrenó en cines selectos de América del Norte el 26 de julio de 2024. Su estreno en el Reino Unido está previsto para el 6 de septiembre de 2024.

## Recepción
En el sitio web de recopilación de reseñas Rotten Tomatoes, el 86% de las 44 reseñas de los críticos son positivas, con una calificación promedio de 6,6/10. El consenso del sitio web dice: "Matt Smith y Morfydd Clark son fantásticos como padres en conflicto en Starve Acre, una perturbadora historia de terror popular que ubica la fatalidad en la vida doméstica". Metacritic, que utiliza un promedio ponderado, le asignó a la película una puntuación de 66 sobre 100, basada en 12 críticos, lo que indica críticas "generalmente favorables".